# Uşak (provincie)
Uşak is een provincie in Turkije. De provincie is 5174 km² groot en heeft 322.313 inwoners (2000). De hoofdstad is het gelijknamige Uşak.

## Bestuurlijke indeling

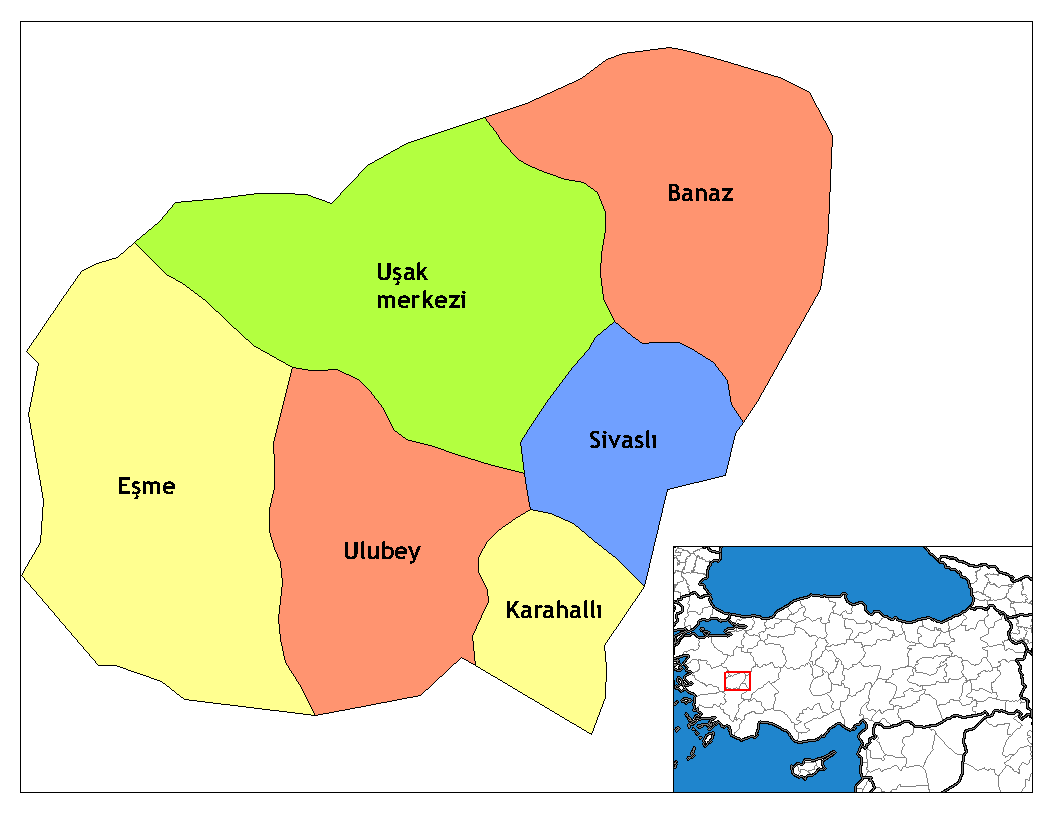
Districten van Uşak

### Districten
De provincie bestaat uit de volgende 6 districten:
| - Banaz - Eşme - Karahallı | - Sivaslı - Ulubey - Uşak |

## Galerij

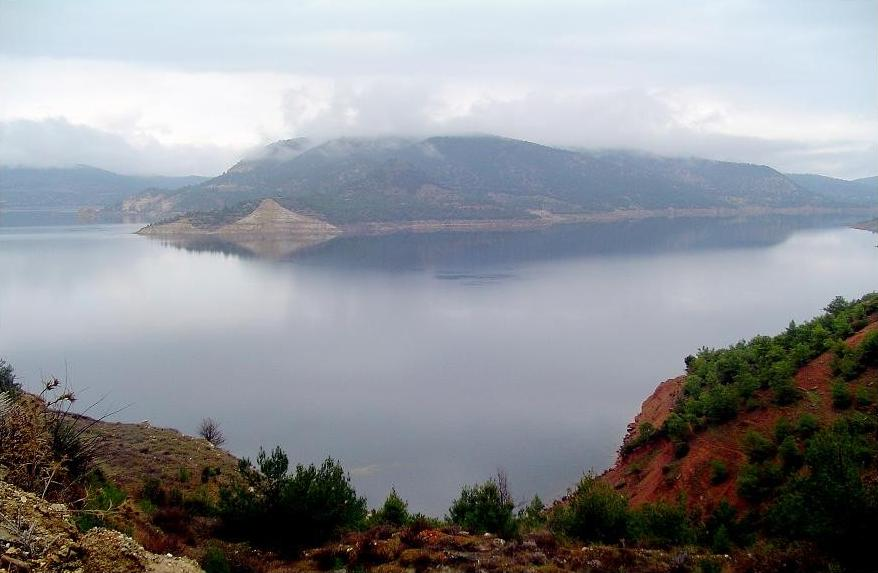
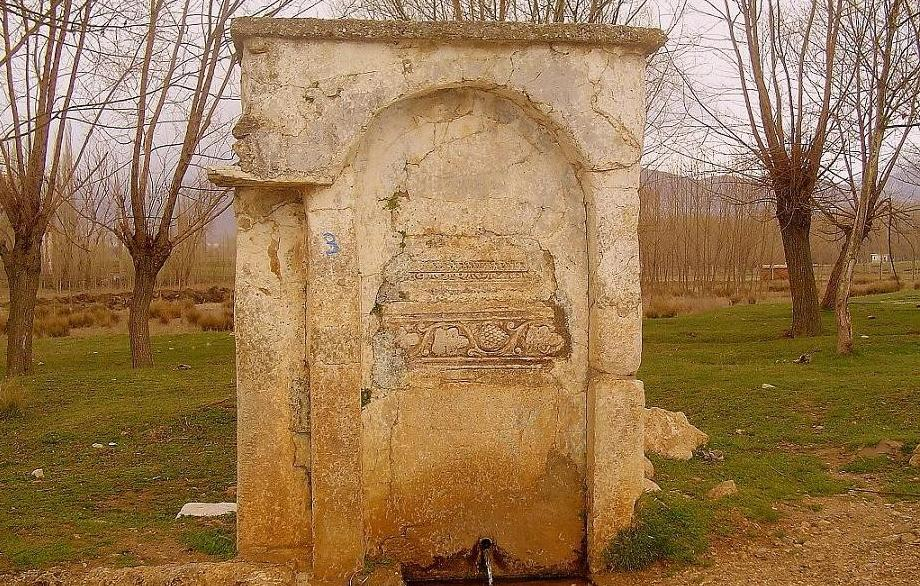
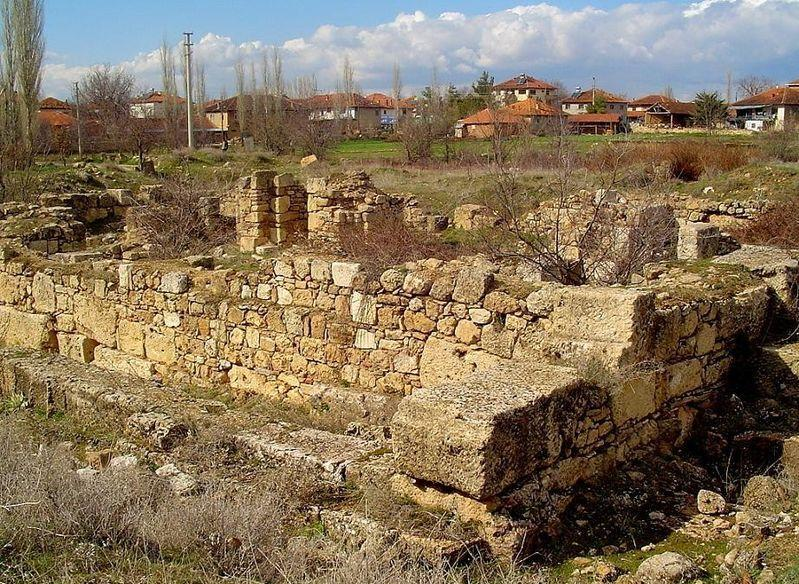
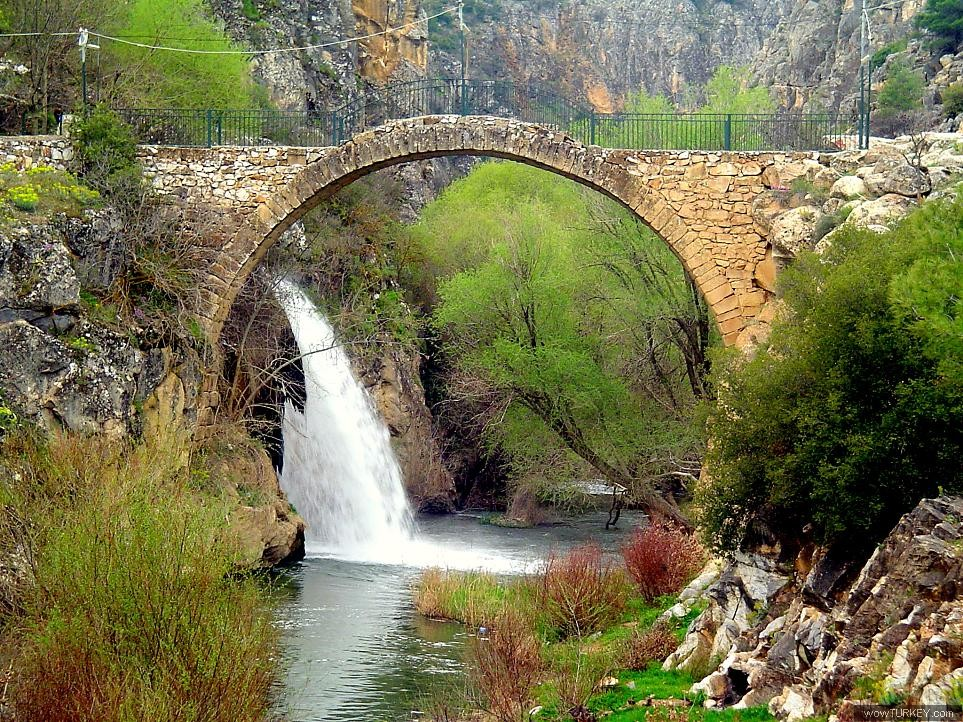
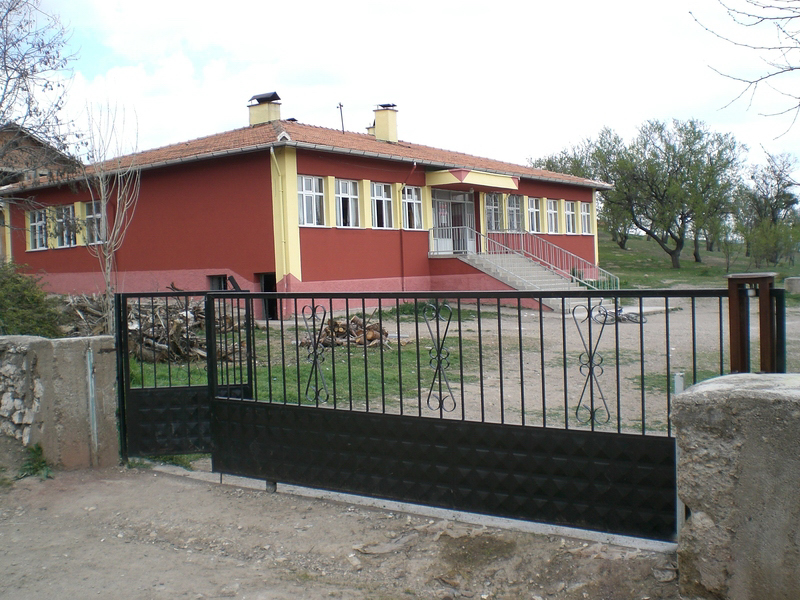